# 很高興愛上你
《很高興愛上你》，為泰國GMM 25於2022年1月28日起播出的校園愛情電視劇，改編Ninepinta的原作小說，由卡西特·普洛彭（Book）、基亞契邦·斯里桑（Force）、蓋溫·卡斯奇（Fluke Gawin）、普西特·迪塔皮西（Fluke Pusit）、坦塔爾·簡坦霍拉侃（Boom）、塔納本·吉塔瀾（Aou）主演。
此劇由GMMTV製作，在2020年12月GMMTV的「The New Decade Begins」活動上公開先導預告片。其後，此劇於2022年1月在GMM 25電視台及Viu首播，同年4月終映。

## 劇情簡介
在法國生活後，Theo回到泰國，在他爸爸的大學學習，並再次遇上兒時玩伴Akk。之後，Theo在圖書館中，隨意在一本叫「Enchanté」的書尾中寫字，在法語中的意思是「很高興認識你」。之後，他在同一本書中發現有人以「Enchanté」的名義給他留言。Theo對於是誰寫下這字感到好奇，並告訴了Akk。Akk向他講述了狀況後，有四個同學站出來聲稱他們是「Enchanté」。 Theo需要在四個自稱是寫下「Enchanté」的人中，找出誰才是真正的真命天子。

## 演員陣容
註：括號內的演員姓名為小名。

### 主要人物
- 卡西特·普洛彭（Book）飾演 Theo

大學前在法國生活，回國後在Nawawiwat大學就讀。
- 基亞契邦·斯里桑（Force）飾演 Akk

Theo的兒時玩伴，與Theo一起就讀Nawawiwat大學。
- 蓋溫·卡斯奇（Fluke / Fluke Gawin）飾演 Saifah

廣受女生歡迎的樂手。
- 普西特·迪塔皮西（Fluke / Fluke Pusit）飾演 Natee

大學藝術社社長。
- 坦塔爾·簡坦霍拉侃（Boom）飾演 Wayo

大學足球隊隊長。
- 塔納本·吉塔瀾（Aou）飾演 Phupha

名列前茅的資優生。

### 其他人物
- 查亞功·朱塔瑪斯（JJ）飾演 Ton
- 納帕特·帕查拉恰瓦雷（Aun）飾演 Tan
- 吉塔拉番·坡提維赫（Jimmy）飾演 Sun
- Nalinthip Phoemphattharasakun（Fon）飾演 Im
- 永瓦蕾·安尼柏尔（Fah） 饰 Fon
- 娜茹蒙·彭素潘（Koy）飾演 Amphawa

Theo的媽媽。
- 奥利弗·普帕特 飾演 Thamrong

Theo的爸爸。

## 劇集原聲帶
| 歌名                                 | 歌手        | 來源  |
| ------------------------------------ | ----------- | ----- |
| ยินดีที่รู้ใจ（Enchanté）                  | 林陽        | [ 7 ] |
| รู้แค่ผมรักคุณก็พอ（Je t'aime à la folie） | 蓋溫·卡斯奇 | [ 8 ] |

## 劇集迴響

### 泰國電視收視率
- 收視最低的集數以藍色表示，收視最高的集數以紅色表示，而空格則表示該集的收視沒有相關數據。

| 集數 No.   | 播放日期      | 播放時段 (UTC+07:00) | 平均收視率 | 來源   |
| ---------- | ------------- | -------------------- | ---------- | ------ |
| 1          | 2022年1月28日 | 星期五 20:30         | 0.146      | [ 9 ]  |
| 2          | 2022年2月4日  | 星期五 20:30         | 0.126      | [ 10 ] |
| 3          | 2022年2月11日 | 星期五 20:30         | 0.072      | [ 11 ] |
| 4          | 2022年2月18日 | 星期五 20:30         | 0.027      | [ 12 ] |
| 5          | 2022年2月25日 | 星期五 20:30         | 0.084      | [ 13 ] |
| 6          | 2022年3月4日  | 星期五 20:30         | 0.061      | [ 14 ] |
| 7          | 2022年3月11日 | 星期五 20:30         | 0.146      | [ 15 ] |
| 8          | 2022年3月18日 | 星期五 20:30         | 0.095      | [ 16 ] |
| 9          | 2022年3月25日 | 星期五 20:30         | 0.102      | [ 17 ] |
| 10         | 2022年4月1日  | 星期五 20:30         | 0.052      | [ 18 ] |
| 平均收視率 | 平均收視率    | 平均收視率           | 0.091      | 1      |

^1  基於每集的平均觀眾份額。

## 外部連結
- GMM25 官方網站 （页面存档备份，存于）（泰文）
- GMMTV 官方網站（泰文）
- YouTube上的《很高興愛上你》播放列表
- 劇集介紹及劇評 （页面存档备份，存于）（英文）
- 豆瓣电影上《很高興愛上你》的資料 （简体中文）